# Parque nacional de los fiordos de Kenai
El Parque Nacional de los Fiordos de Kenai (en inglés Kenai Fjords National Park) es un parque nacional de los Estados Unidos localizado en la costa sur de Alaska, que protege los glaciares de la costa oriental de la península de Kenai. Fue establecido primero como monumento nacional el 1 de diciembre de 1978 y luego como parque nacional el 2 de diciembre de 1980 y protege una zona de 1 760 km²  (es el parque nacional más pequeño de los ocho situados en Alaska).

## Descripción
En el parque está el campo de hielo Harding (Harding Icefield), uno de los campos de hielo más grandes de los Estados Unidos (483 km²). El parque lleva el nombre por los numerosos fiordos que han esculpido los glaciares descendiendo las montañas desde el campo de hielo. El campo es la fuente de al menos 38 glaciares, siendo el mayor de ellos el Bear Glaciar.

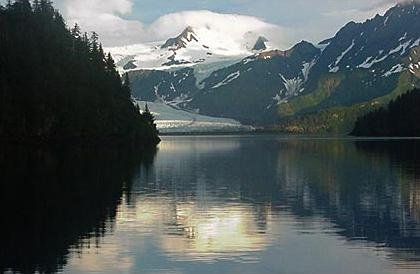
Parque nacional de los fiordos de Kenai.

Al parque se puede acceder desde Seward, 130 kilómetros al sur de la ciudad de Anchorage en el extremo sur de la carretera de Seward. Es uno de los tres únicos parques nacionales en Alaska a los que se puede llegar por carretera, por la salida del centro de la naturaleza Glaciar. Una red de senderos desde el centro de la naturaleza facilitan el acceso al glaciar.
Varios cruceros originarios de Seward también proporcionan acceso al parque a través de la bahía de la Resurrección (Resurrection Bay). Varias empresas ofrecen visitas, muchas guiadas por rangers del parque nacional. Los tours ofrecen puntos de observación de la fauna terrestre y marina, en particular de especies como el león marino de Steller, el frailecillo, la marsopa de Dall, el oso negro americano, la cabra de las nieves, la ballena jorobada y la orca, así como paisajes naturales, como los fiordos y glaciares de marea.

## Historia
La zona fue primero protegida mediante proclamación el 1 de diciembre de 1978 como monumento nacional de los Estados Unidos, formando parte de un grupo de 15 áreas naturales en Alaska que Jimmy Carter, haciendo uso de la prerrogativa presidencial, proclamó nuevos monumentos nacionales, después de que el Congreso de los Estados Unidos hubiese aplazado una gran compra de tierras alaskeñas que contaba con una fuerte oposición estatal. El Congreso aprobó en 1980 la ley de Conservación de Tierras de Interés Nacional de Alaska («Alaska National Interest Lands Conservation Act»), que incorporaba la mayoría de esos monumentos nacionales en parques nacionales y reservas, pero que también limitó el uso futuro de la prerrogativa presidencial en Alaska. 
El 2 de diciembre de 1980 el monumento se convirtió en un parque nacional.